# Wojwodowo (obwód Wraca)
Wojwodowo (bułg. Войводово) – wieś w Bułgarii, w obwodzie Wraca, w gminie Mizija. W 2023 roku liczyła 190 mieszkańców.